# Jincheon-dong
Jincheon-dong (koreanska: 진천동) är en stadsdel i staden Daegu i den centrala delen av Sydkorea, 240 km sydost om huvudstaden Seoul. Den ligger i stadsdistriktet Dalseo-gu.